# Bhangoor, Bidar
Bhangoor là một làng thuộc tehsil Bidar, huyện Bidar, bang Karnataka, Ấn Độ.